# Три силни жени
„Три силни жени“ е роман на Мари Ндиай, публикуван на 20 август 2009 г. от издателство „Галимар“ и получил литературна награда „Гонкур“ същата година.

## История
Мари Ндиай е посветила книгата си на трите си деца — Лорен, Силвер и Ромарик.
На 2 ноември 2009 г. романът печели литературна награда „Гонкур“ при гласуването още на първи кръг, което е нещо рядко, с 2 гласа „за“, срещу 2 гласа за „Истината за Мария“ на Жан-Филип Тусен и 1 глас за „Подземни часове“ на Делфин дьо Виган.
Романът е широко фаворизиран да получи наградата още при първата селекция на известното жури. Има сред най-добрите продажби на литературния пазар през 2009 г
През 2013 г. пасажи от романа са адаптирани и четени в документалния филм „Нашият свят“ на Тома Лакост.

## Резюме
Този роман, съставен от 3 разказа, е историята на 3 жени — Нора, Фанта и Хади, които казват „Не“ на унижението и „Да“ на живота.
Първият разказ е силно вдъхновен от собствената история на авторката, чийто баща, сенегалец, напуска семейството си, когато е била на годинка. Историите в първия и третия разказ се развиват основно в Дакар, а вторият — в Жиронд, където Мари Ндиай и семейството ѝ имат къща.

## Издания
- Издателство „Галимар“, 2009, ISBN 978-2-07-078654-1
- Издателство „Галимар“, аудио книга coll. „Écoutez lire“, номер A 12811, 2010, разказана от Доминик Блан, 1 CD MP3 (9 часа и 15 минути), ISBN 978-2-07-012811-2, BNF 421580346